# Tweede Kamerverkiezingen 2017/Kandidatenlijst/MenS-BIP
Dit is de lijst van kandidaten van MenS en Spirit/Basisinkomen Partij/V-R voor de Nederlandse Tweede Kamerverkiezingen van 15 maart 2017, zoals deze op 14 februari dat jaar werd vastgesteld door de Kiesraad.

## Achtergrond
De lijst is een samenwerkingsverband tussen de Partij voor Mens en Spirit, de Politieke Partij voor Basisinkomen, de Partij voor de Kinderbelangen en de Vereniging Vrede en Recht. Alleen de kandidatenlijsten van MenS en Spirit/Basisinkomen Partij/V-R in de kieskringen Arnhem en Utrecht werden door de Kiesraad goedgekeurd. Ook werden in die kieskringen respectievelijk 24 en 18 kandidaten van de kandidatenlijst geschrapt omdat de verklaring ontbrak dat zij instemden met hun kandidaatstelling. Na beroep bij de Afdeling bestuursrechtspraak van de Raad van State werden vier van deze kandidaten alsnog toegelaten tot de lijst van kandidaten in de kieskring Arnhem.
Algemeen lijsttrekker werd Tara-Joëlle Fonk. De lijsttrekkers van de overige partijen staan op de plaatsen 2 tot en met 5.

## Nummers t/m 26
Kandidaten 1 t/m 26 waren in de kieskringen Arnhem en Utrecht hetzelfde.
1. Tara-Joëlle Fonk - 441 stemmen
2. Sylvie Jacobs - 40
3. Yvonne Brinkerink - 32
4. Petra Busio - 43
5. Rob Vellekoop - 15
6. Jan Storms - 5
7. Ferdinand Zanda - 4
8. Ron Smit - 2
9. Reginald Diepenhorst - 14
10. Robert Verhoeven - 3
11. Reinette de Boer - 14
12. Pauline Streuper - 4
13. Thom van Welt - 2
14. Frans Hakkel - 6
15. Peter Vlug - 15
16. Marcel Korver - 3
17. Rob van der Zon - 11
18. Ingrid Schaefer - 4
19. Annemarie de Beer - 3
20. Ashwin Karis - 6
21. Amadon Teunissen - 2
22. Erik Hertroys - 0
23. Lars van Swieten - 1
24. Eric van Balkum - 1
25. Lysander Verschuur - 4
26. Erika Mauritz - 2

## Nummers v.a. 27
De kandidaten aan het einde van de lijst verschilden tussen beide kieskringen.

### Arnhem
1. Rick Klein - 1
2. Micha Kuiper - 1[2]
3. Bert Kroek - 0
4. Jan Kuiper - 14[3]

### Utrecht
1. An Kuiper - 12
2. Rascha Wisse - 2
3. Micha Kuiper - 2[2]
4. Titia de Meijer - 4
5. Herman Morren - 0
6. Jan Kuiper - 13[3]

VVD · PvdA · PVV · SP · CDA · D66 · ChristenUnie · GroenLinks · SGP · Partij voor de Dieren · 50PLUS · OndernemersPartij · VNL · DENK · Nieuwe Wegen · Forum voor Democratie · De Burger Beweging · Vrijzinnige Partij · GeenPeil · Piratenpartij · Artikel 1 · Niet Stemmers · Libertarische Partij · Lokaal in de Kamer · Jezus Leeft · StemNL · Mens en Spirit/Basisinkomen Partij/V-R · Vrije Democratische Partij
2010 · 2012 ·
2017 (met andere partijen)
2017 (met andere partijen) · 2023